# Felhasználókezelés
A felhasználókezelés a rendszergazda által egy informatikai rendszeren elvégzendő folyamatot jelöl. Ezzel a munkafolyamattal az általa gondozott rendszer felhasználóinak munkáját pontosíthatja, azaz kinek mi a dolga, és mi az, amivel a többieknek nincs dolguk. Ez a tevékenység járulékos feladat, de nagyon gyakran a helpdesk, illetve a rendszergazdák mindennapi munkájának fő eleme.
Főbb feladatok felsorolása:
- felhasználó nevének megadása és rögzítése
- felhasználói fiók nyitása
- a kezdeti jelszó megadása és lehetőség szerint bizalmas közlése a felhasználóval
- alkalmazásokhoz rendelt jogok megadása azon felhasználóknak, akik igénylik
- módosítások a következő adatoknál:
  - név (házasság esetén stb.)
  - jelszó (ha a felhasználó elfelejtette)
  - hozzáférés (több / kevesebb / nincs jog)
  - felhasználói fiók leállítása
  - felhasználói fiók törlése

A felhasználókezelés akár felölelheti a felsorolt összes feladatot, ami így lépés egy magasabb információkezelési szint (és egyben annak egyik folyamata), az identitáskezelés szintje felé.

## Fordítás
Ez a szócikk részben vagy egészben a Benutzerverwaltung című német Wikipédia-szócikk fordításán alapul.  Az eredeti cikk szerkesztőit annak laptörténete sorolja fel. Ez a jelzés csupán a megfogalmazás eredetét és a szerzői jogokat jelzi, nem szolgál a cikkben szereplő információk forrásmegjelöléseként.